# U-263
Unterseeboot 263 foi um submarino alemão do Tipo VIIC, pertencente a Kriegsmarine que atuou durante a Segunda Guerra Mundial.

## Comandantes
| Comandante         | Data                                    |
| ------------------ | --------------------------------------- |
| Kurt Nölke         | 6 de maio de 1942 - de dezembro de 1942 |
| KrvKpt. Kurt Nölke | 1943 - 20 de janeiro de 1944            |

## Subordinação
Durante o seu tempo de serviço, esteve subordinado às seguintes flotilhas:
| Período                                       | Flotilha                                  |
| --------------------------------------------- | ----------------------------------------- |
| 6 de maio de 1942 - 31 de outubro de 1942     | 8. Unterseebootsflottille (treinamento)   |
| 1 de novembro de 1942 - 20 de janeiro de 1944 | 1. Unterseebootsflottille (serviço ativo) |

## Operações conjuntas de ataque
O U-263 participou das seguinte operações de ataque combinado durante a sua carreira:
- Rudeltaktik Westwall (8 de novembro de 1942 - 24 de novembro de 1942)